# Obciążnik (wiertnictwo)
Obciążnik wchodzi w skład przewodu wiertniczego. Ma postać grubościennej stalowej rury, której zadaniem jest wywieranie nacisku na narzędzie wiertnicze podczas wiercenia w celu zwiększenia postępu wiercenia oraz usztywnienie dolnej części przewodu wiertniczego, nie pozwalając na jego odkształcanie.
Liczba obciążników jest zależna od twardości skał, które mają być zwiercane w ten sposób liczba obciążników zależy od jednostkowego nacisku, który musi być wywierany na skały dla prawidłowego przebiegu procesu wiercenia.